# AS Cannes Volley-Ball

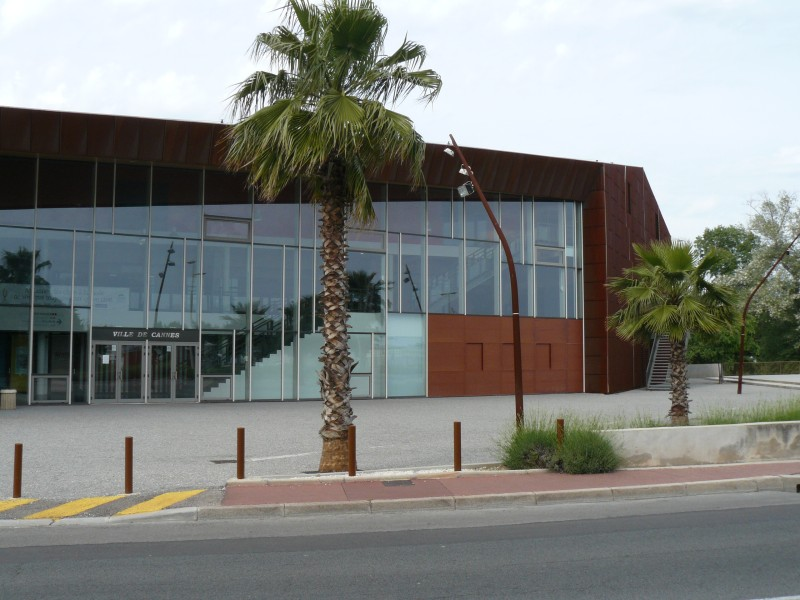
Palais des Victoires in Cannes, thuisbasis van de club

AS Cannes (voluit A.S. Cannes Volley-Ball) is een Franse volleybalclub, in 1942 opgericht te Cannes. Ze speelt in de Pro A, de hoogste reeks in de Franse nationale volleybalcompetitie.

## Seizoen 2007-2008
Trainer/coach: Laurent Tillie Frans ; hulptrainer: Christophe Meneau Frans
| Shirtnummer | Naam                    | Grootte | Nationaliteit | Positie |
| ----------- | ----------------------- | ------- | ------------- | ------- |
| 2           | Yannick Bazin           | 1,90    | Frans         | P       |
| 3           | Gérald Hardy-Dessources | 1,97    | Frans         | C       |
| 4           | Vladislavs Hotulevs     | 2,00    | Litouwen      | C       |
| 5           | Jean-François Exiga     | 1,75    | Frans         | L       |
| 6           | Angel Perez             | 1,90    | Puerto Rico   | P       |
| 7           | Jérôme Corda            | 1,96    | Frans         | R/A     |
| 8           | Guntars Celitans        | 2,00    | Litouwen      | A       |
| 9           | Jeroen Trommel          | 1,94    | Nederlands    | R/A     |
| 10          | Philip Schneider        | 2,00    | Oostenrijks   | C       |
| 12          | Olli Kunnari            | 1,96    | Fins          | R/A     |
| 14          | Evgueni Tsvetkov        | 2,01    | Frans         | R/A     |
| 15          | Jonathan Rabaud         | 1,90    | Frans         | R/A     |
| 16          | Rémy Sicsic             | 1,96    | Frans         | C       |

P = Passeur/spelverdeler, L = Libero, R/A = Receptie-/hoekspeler, A = Aanvaller/hoekspeler, C = Middenaanvaller/-blokkeerder.